# Джекгед 43
Джекгед 43 (англ. Jackhead 43) — індіанська резервація в Канаді, у провінції Манітоба, у межах невключеної частини переписної області №19.

## Населення
За даними перепису 2016 року, індіанська резервація нараховувала 207 осіб, показавши скорочення на 9,6%, порівняно з 2011-м роком. Середня густина населення становила 16,7 осіб/км².
З офіційних мов обидвома одночасно не володів жоден з жителів, тільки англійською — 205. Усього 65 осіб вважали рідною мовою не одну з офіційних, з них усі — одну з корінних мов.
Працездатне населення становило 56,2% усього населення, рівень безробіття — 38,9%.

## Клімат
Середня річна температура становить 0,9°C, середня максимальна – 21,4°C, а середня мінімальна – -25,4°C. Середня річна кількість опадів – 530 мм.
| Клімат поселення                              | Клімат поселення | Клімат поселення | Клімат поселення | Клімат поселення | Клімат поселення | Клімат поселення | Клімат поселення | Клімат поселення | Клімат поселення | Клімат поселення | Клімат поселення | Клімат поселення | Клімат поселення |
| Показник                                      | Січ.             | Лют.             | Бер.             | Квіт.            | Трав.            | Черв.            | Лип.             | Серп.            | Вер.             | Жовт.            | Лист.            | Груд.            |                  |
| Середній максимум, °C                         | −13,4            | −10,03           | −2,85            | 7,21             | 15,32            | 21,28            | 21,42            | 20,30            | 14,92            | 7,92             | −2,02            | −12,15           |                  |
| Середня температура, °C                       | −19,39           | −16,02           | −8,82            | 1,20             | 9,34             | 15,30            | 17,82            | 16,69            | 11,28            | 4,29             | −5,63            | −15,76           |                  |
| Середній мінімум, °C                          | −25,37           | −22,01           | −14,82           | −4,75            | 3,35             | 9,32             | 14,18            | 13,06            | 7,66             | 0,66             | −9,26            | −19,39           |                  |
| Норма опадів, мм                              | 23               | 16               | 27               | 24               | 49               | 74               | 61               | 78               | 67               | 51               | 35               | 25               |                  |
| Середньомісячна швидкість вітру, м/с          | 3.80             | 3.70             | 3.90             | 4.10             | 4.10             | 3.80             | 3.60             | 3.80             | 4.20             | 4.50             | 4.30             | 3.94             |                  |
| Середньомісячна сонячна радіація, кДж/м²·день | 3955             | 7437             | 12606            | 17583            | 20460            | 21211            | 21209            | 17724            | 11804            | 6805             | 3761             | 2895             |                  |
| --------------------------------------------- | ---------------- | ---------------- | ---------------- | ---------------- | ---------------- | ---------------- | ---------------- | ---------------- | ---------------- | ---------------- | ---------------- | ---------------- | ---------------- |
| Джерело:                                      |                  |                  |                  |                  |                  |                  |                  |                  |                  |                  |                  |                  |                  |